# 褐头星雀
褐头星雀（学名：Neochmia modesta），是梅花雀科星雀属的一种，为澳大利亚的特有种。该物种的保护状况被评为无危。
褐头星雀的平均体重约为12.4克。栖息地包括干燥的稀树草原、亚热带或热带的（低地）干燥疏灌丛和湿地。